# Križevci
Križevci er en by i det nordlige Kroatien, med et indbyggertal (pr. 2011) på 21.122 hvoraf 11.231 i byen selv. Det er den ældste by i Koprivnica-Križevci distrikt og nævnes første gang i 1193.

## Notable personer
- Drago Bahun - skuespiller og instruktør
- Zvonimir Balog - forfatter
- Nikola Benger - forfatter, historiker
- Dubravko Detoni - komponist
- Marijan Detoni - maler
- Julije Drohobeczky - biskop
- Sidonija Rubido - først kroatiske operasanger
- Milan Grlović - forlægger
- Fran Gundrum Oriovčanin
- Karlo Häusler - digter
- Zoran Homen - maler
- Branko Hrg - politiker
- Dora Kalaus - håndboldspiller
- Larissa Kalaus
- Ferdinand Kern
- Marcel Kiepach - opfinder
- Fran Kesterčanek
- Marijan Kolesar - maler[1]
- Zlatko Kopsa - diplomat[2]
- Vladimir Kranjčević
- Stjepan Kranjčić
- Sveti Marko Križevčanin - katolsk helgen
- Stjepan II. Lacković
- Ivan Lepušić
- Magda Logomer Herucina
- Franjo Marković - forfatter
- Milutin Mayer
- Miroslav Mikuljan - instruktør[3]
- Ljudevit Modec
- Andre Mohorovičić - arkitekt[4]
- Antun Nemčić - forfatter
- Dragutin Novak
- Nikola Novosel
- Branimir Pofuk
- Vanessa Radman
- Jelka Struppi
- Kosta Strajnić
- Alfred Švarc
- Albert Štriga - operasanger
- Marko Tomas - basketballspiller
- Nina Vavra - skuespiller[5]
- Ljudevit Vukotinović
- Ivan Zakmardi Dijankovečki
- Nikola Zdenčaj
- Branko Zorko
- Drago Grdenić
- Antonio Radić (født 1987), kendt for sin YouTubekanal 'agadmator' der omhandler skak.[6]